# Anguillulina intermedia
Anguillulina intermedia is een rondwormensoort. De wetenschappelijke naam van de soort is voor het eerst geldig gepubliceerd in 1884 door de Man.